# Pella kidaorum
Pella kidaorum  (лат.) — вид мирмекофильных жуков-стафилинид рода Pella из трибы Lomechusini (подсемейство Aleocharinae).

## Распространение
Япония, Хоккайдо.

## Описание
Длина вытянутого тела 4,9-5,5 мм (бока субпараллельные), длина головы 0,73-0,74 мм. Основная окраска чёрная; усики и ноги красно-коричневые. Усики 11-члениковые. Голова фронтально округлая, с затылочным швом, без шеи. Длина глаз составляет 0,29-0,30 от ширины головы. Переднеспинка и надкрылья покрыты щетинками. Задние крылья развиты. Формула лапок (число члеников в передних, средних и задних ногах): 4—5—5. Лигула без щетинок, но с сенсиллами. Характерны мирмекофильные связи с муравьями, падальщики и хищники. Обнаружены в муравейниках Lasius fuji, Lasius spathepus, Lasius nipponensis, Lasius orientalis и Lasius capitatus из подрода Dendrolasius. Вид был впервые описан в 2006 году японским колеоптерологом М. Мураямой (Munetoshi Maruyama; Department of Zoology, National Science Museum, Токио, Япония). Видовое название дано в честь энтомологов Mr. Yasunari Kida (Maruseppu Town Insectarium, Хоккайдо, Япония) и его жены Mrs. Yuriko Yoitmaga (Bihoro Museum, Хоккайдо) за их вклад в изучение муравьёв и мирмекофилов.